# ШОСО Вуле Антић Врање
ШОСО „Вуле Антић” у Врању, једина је специјална школа и једна од установа основног и средњег образовања на територији града Врања. Основана је 11. јула 1970. године Решењем СО Врање, на иницијативу Републичког одбора Савеза друштва за помоћ ментално недовољно развијеним особама.

## Настанак школе
Школа је имала две помоћне зграде у којима се изводила настава. У згради код тадашње Педагошке школе радила су одељења глувих и наглувих ученика. У згради некадашњег Радничког Универзитета радила су одељења лако ментално заостале деце. Почели смо са радом  са 61 учеником, распоређеним у 6 одељења.
Нову зграду у којој је и данас добијају 1980. године, чиме се стичу услови за повећан обухват деце са сметњама у развоју која до тада нису била обухваћена адекватним образовно-васпитним радом.
Одељења средње школе функционисала су у склопу једне редовне школе. Временом стичу се бољи и адекватнији услови за ту врсту образовно-васпитне делатности и у школској 1994/95. години, одлуком Владе Србије, проширује се делатност средњег образовања и васпитања ученика са сметњама у развоју у оквиру пет подручја рада. Тако постаје део мреже средњих стручних школа и конституише се у Школу за основно и средње образовање „Вуле Антић”.

## Награде и признања
Школа је добитник већег броја признања:
- Друштва мира Србије,
- Седмосептембарско признање СО Врање, 1975. године,
- Признање Савеза за спорт и рекреацију инвалидних лица Србије, 1979. године,
- Светосавску награду, 1997. године, као и награде и признања које су добили поједини радници ове школе.

Ученици школе освајали су многобројна признања на такмичењима из области: Текстилства и кожарства и Машинства и обраде метала.
Школа редовно узима учешће на републичким и регионалним такмичењима школа истог типа, а и сама је у два наврата (2002. и 2007. године) била организатор републичког такмичења ученика средњих стручних школа у подручју рада текстилства и кожарства.